# 6-os busz (Pécs)
A pécsi 6-os jelzésű autóbusz Megyer, Kertváros és a belváros kapcsolatát látja el. A végállomásról elindulva 15 perc alatt éri el a távolsági autóbusz-állomást, majd érintve a Főpályaudvart továbbhalad az Árkád felé, végül az eredeti útvonalon visszatér Kertvárosba. Pécsett ez a legforgalmasabb észak-déli tájolású járat, mivel "körülöleli" a megyeri panelrengeteget és eljutást biztosít a város köztemetőjéhez. A járat 36 perc alatt teszi meg a 13,6 km-es kört. Egyes járatok csak az Ipar utcáig közlekednek, ahonnan 8-as jelzéssel közlekednek tovább a Fagyöngy utcáig. Ennek megfelelően az Ipar utcához érkező 8-as buszok többsége 6-os jelzéssel közlekedik tovább Kertvárosig.

## Története
1979. december 6-án, az új kertvárosi autóbusz-állomás, a Nevelési Központ átadásakor új járat indult a Belvárosba 16-os jelzéssel. Ekkoriban a járat a Krisztina tér után lekanyarodott a Málomi útra, onnan pedig a 3-as és a 60-as vonalán közlekedett, majd a belvárosi kört a maitól ellentétesen, az óramutató járásával ellentétes irányban tette meg.
1987. január 1-jétől új számozási rendszer keretén belül kapta máig is érvényes 6-os jelzését. 1990-től útvonalát a Málomi útról a Siklósi útra, a temető mellé helyezték át.
2006. szeptember 1-jétől a járat végállomása megváltozott, az új, összevont Sztárai Mihály úti Kertváros végállomásra került.
2013. június 17-étől a belvárosi kört az Árpád híd felhajtójának felújítása miatt ideiglenesen fordítva teljesítette. 2013. szeptember 18-án a felhajtót visszaadták a forgalomnak, azonban az utasigényeknek megfelelően megmaradt a fordított körüljárási irány.

## További információk

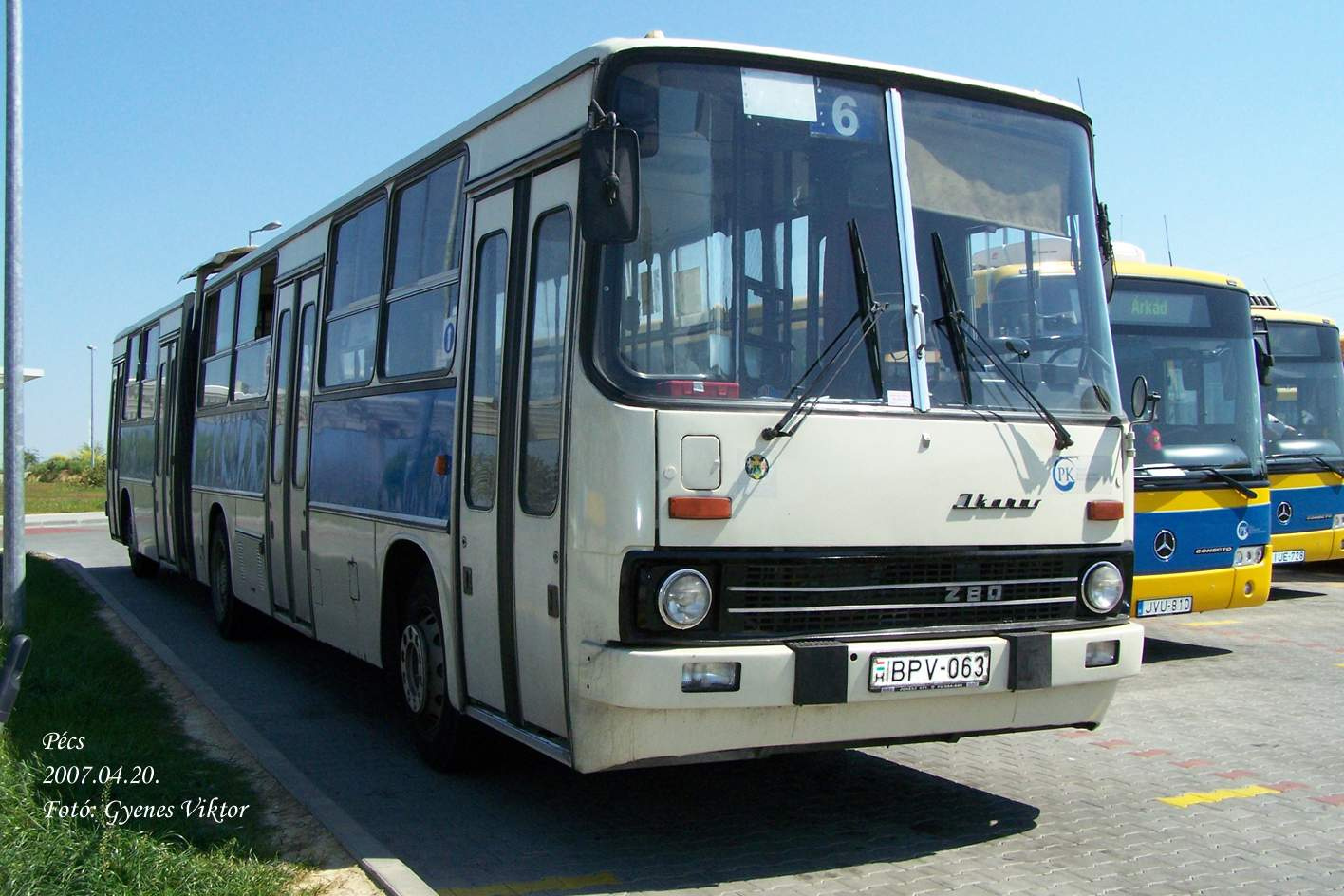
Ikarus 280-as típusú busz a vonalon 2007-ben

## Útvonala
| Kertváros → Árkád → Kertváros |
| --- |
| Kertváros – Sztárai Mihály út – Nagy Imre út – Maléter Pál út – Siklósi út – Árpád híd – Alsómalom utca – Ipar utca – Vasút utca – Indóház tér – Szabadság utca – Rákóczi út – Alsómalom utca – Alsómalom utca – Árpád híd – Siklósi út – Maléter Pál út – Nagy Imre út – Sztárai Mihály út – Kertváros |

## Megállóhelyei
| 6 (Kertváros → Főpályaudvar → Kertváros) |                      | |                                                                  |
| Perc (↓) | Megállóhely          | Megállóhelyet érintő járatok | Létesítmények                                                    |
| 0 | Kertváros végállomás | 3, 3E, 6, 6E, 22, 23, 23Y, 24, 55, 61, 62, 103, 121, 130, 130A · Helyközi autóbuszok | Autóbusz-állomás, FEMA                                           |
| 1 | Csontváry utca       | 1, 3, 3E, 6, 6E, 7, 7Y, 22, 23, 23Y, 24, 55, 60, 60A, 60Y, 61, 62, 73, 73Y, 103, 107E, 109E, 121, 130, 130A, 142 | Apáczai Csere János Nevelési Központ                             |
| 2 | Várkonyi Nándor utca | 1, 3, 3E, 6, 6E, 8, 33, 55, 60, 60A, 60Y, 103, 121, 130, 130A · Helyközi autóbuszok |                                                                  |
| 3 | Lahti utca           | 1, 3, 3E, 6, 6E, 8, 33, 55, 60, 60A, 60Y, 103, 121, 130, 130A · Helyközi autóbuszok |                                                                  |
| 4 | Krisztina tér        | 1, 6, 6E, 8, 33, 55, 60, 60A, 60Y, 121, 130, 130A · Helyközi autóbuszok |                                                                  |
| 6 | Littke József utca   | 6, 6E, 7, 7Y, 8, 73, 73Y, 107E, 109E, 121, 142 |                                                                  |
| 8 | Temető déli kapu     | 6, 7, 7Y, 8, 41, 42Y, 43, 73, 73Y, 142 | Temető, Park Center                                              |
| 9 | Temető északi kapu   | 6, 7, 7Y, 8, 22, 23, 23Y, 24, 33, 41, 42Y, 43, 73, 73Y, 142 · Helyközi autóbuszok | Temető, Honvéd Kórház                                            |
| 10 | Béke utca            | 6, 7, 7Y, 8, 22, 23, 23Y, 24, 41, 41Y, 42, 42Y, 43, 73, 73Y | Interspar                                                        |
| 12 | Bőrgyár              | 3, 6, 7, 7Y, 8, 22, 23, 23Y, 24, 33, 41, 41Y, 42, 42Y, 43, 60, 60A, 60Y, 73, 73Y, 103, 130, 130A · Helyközi autóbuszok | Pécsi Bőrgyár                                                    |
| 14 | Ipar utca            | 3, 6, 8, 33, 60, 60Y, 103, 109E, 130, 130A |                                                                  |
| Munkanapokon az Ipar utcától 8-as jelzéssel közlekedik tovább a Fagyöngy utcáig. Az Ipar utcához érkező 8-as járatok 6-os jelzéssel közlekednek tovább a Kertvárosig: |                      | |                                                                  |
| 15 | Főpályaudvar         | 3, 3E, 4, 4Y, 6, 6E, 7, 7Y, 8, 13, 13E, 13Y, 14, 14Y, 15, 15A, 20, 30, 31, 32, 32Y, 33, 34, 34Y, 35, 35Y, 36, 37, 38, 38Y, 39, 40, 41, 41E, 41Y, 42, 42Y, 43, 44, 46, 47, 73, 73Y, 104, 104A, 104E, 104Y, 130, 130A, 140 · Helyközi autóbuszok · Főpályaudvar | Vasútállomás, MÁV Területi Igazgatósága, Autóbusz-állomás        |
| 17 | Zsolnay-szobor       | 2, 2A, 2E, 3, 3E, 6, 6E, 7, 7Y, 8, 13Y, 14, 14Y, 22, 23, 23Y, 24, 25, 26, 26A, 27, 27Y, 28, 28A, 28Y, 29, 30, 31, 32, 32Y, 34, 34Y, 35, 35Y, 36, 37, 38, 38Y, 39, 40, 44, 46, 47, 73, 73Y, 102, 102Y, 103, 107E, 109E, 130, 140                               | Postapalota, OTP, ÁNTSZ, Megyei Bíróság, Zsolnay-szobor          |
| 19 | Árkád                | 2, 2A, 2E, 3, 3E, 4, 4Y, 6, 6E, 7, 7Y, 8, 13, 13E, 13Y, 14, 14Y, 15, 15A, 22, 23, 23Y, 24, 25, 26, 26A, 27, 27Y, 28, 28A, 28Y, 29, 30, 33, 38, 38Y, 39, 40, 60, 60Y, 73, 73Y, 102, 102Y, 103, 104, 104A, 104E, 104Y, 107E, 109E, 130, 130A, 140               | Árkád, Kossuth tér, Konzum áruház, Anyakönyvi Önkormányzat, APEH |
| 22 | Autóbusz-állomás     | 3, 3E, 6, 6E, 7, 7Y, 8, 20, 21, 21A, 22, 23, 23Y, 24, 41, 41E, 41Y, 42, 42Y, 43, 60, 60A, 60Y, 73, 73Y, 103, 107E, 109E, 121, 130, 130A · Helyközi és távolsági autóbuszok                                                                                    | Távolsági autóbusz-állomás, Árkád, Vásárcsarnok                  |
| 24 | Bőrgyár              | 3, 6, 7, 7Y, 8, 22, 23, 23Y, 24, 33, 41, 41Y, 42, 42Y, 43, 60, 60A, 60Y, 73, 73Y, 103, 130, 130A · Helyközi autóbuszok | Pécsi Bőrgyár                                                    |
| 26 | Béke utca            | 6, 7, 7Y, 8, 22, 23, 23Y, 24, 41, 41Y, 42, 42Y, 43, 73, 73Y | Interspar                                                        |
| 27 | Temető északi kapu   | 6, 7, 7Y, 8, 22, 23, 23Y, 24, 33, 41, 42Y, 43, 73, 73Y, 142 · Helyközi autóbuszok | Temető, Honvéd Kórház                                            |
| 28 | Temető déli kapu     | 6, 7, 7Y, 8, 41, 42Y, 43, 73, 73Y, 142 | Temető, Park Center                                              |
| 29 | Littke József utca   | 6, 6E, 7, 7Y, 8, 73, 73Y, 107E, 109E, 121, 142 |                                                                  |
| 31 | Krisztina tér        | 1, 6, 6E, 8, 33, 55, 60, 60A, 60Y, 121, 130, 130A · Helyközi autóbuszok |                                                                  |
| 33 | Lahti utca           | 1, 3, 3E, 6, 6E, 8, 33, 55, 60, 60A, 60Y, 103, 121, 130, 130A · Helyközi autóbuszok |                                                                  |
| 34 | Várkonyi Nándor utca | 1, 3, 3E, 6, 6E, 8, 33, 55, 60, 60A, 60Y, 103, 121, 130, 130A · Helyközi autóbuszok |                                                                  |
| 35 | Csontváry utca       | 1, 3, 3E, 6, 6E, 7, 7Y, 22, 23, 23Y, 24, 55, 60, 60A, 60Y, 61, 62, 73, 73Y, 103, 107E, 109E, 121, 130, 130A, 142 | Apáczai Csere János Nevelési Központ                             |
| 37 | Kertváros végállomás | 3, 3E, 6, 6E, 22, 23, 23Y, 24, 55, 61, 62, 103, 121, 130, 130A · Helyközi autóbuszok | Autóbusz-állomás, FEMA                                           |